# Fort Świętego Anioła
Fort Świętego Anioła (malt. Forti Sant'Anġlu lub Fortizza Sant'Anġlu, ang. Fort Saint Angelo, Fort St. Angelo) – wielki fort w Birgu na Malcie, w środku Grand Harbour. Zbudowany w czasach średniowiecza jako zamek zwany Castrum Maris lub Castello al Mare. Został przebudowany w latach 1530–1630 przez Zakon św. Jana jako fort z bastionami, nazwany Fort Saint Angelo, i jest najbardziej znany jako główna kwatera Zakonu podczas Wielkiego Oblężenia Malty w roku 1565.
Fort zajmowany był przez garnizon brytyjski w latach 1800-1979, zakwalifikowany jako kamienna fregata, znana jako HMS Egmont, a później HMS St Angelo. Fort uległ poważnym zniszczeniom w czasie II wojny światowej, lecz został odnowiony. W roku 1998 górna część fortu została zwrócona Zakonowi Maltańskiemu. Fort umieszczony jest na maltańskiej wstępnej liście światowego dziedzictwa UNESCO od roku 1998, jako część „Knights' Fortifications around the Harbours of Malta” (Fortyfikacje Rycerzy wokół portów na Malcie).

## Historia

### Wieki średnie
Data jego pierwotnej budowy jest nieznana. Jednakże jest duże prawdopodobieństwo istnienia budynków z okresu prehistorycznego lub klasycznego na tym miejscu, spowodowane znalezieniem kilku dużych bloków muru ciosowego oraz kolumn z egipskiego różowego granitu w górnej części fortu. Istnieją też wzmianki w rzymskich tekstach o świątyni dedykowanej Juno/Astarte, prawdopodobnie w pobliżu fortu. Istnieje też powszechne mniemanie o ufundowaniu budowli przez Arabów około roku 870 n.e., lecz nie jest to nic konkretnego, chociaż al-Himyarī wspomina, że Arabowie rozebrali hisn (fortecę), lecz nie ma właściwie żadnych wskazówek, aby ta 'forteca' była w Birgu.
Jest prawdopodobne, że początkiem fortyfikacji w tym miejscu jest późne Średniowiecze. Faktem jest, że w roku 1220 cesarz Fryderyk II Hohenstauf mianował swojego Castellani (kasztelan) na Malcie, który potrzebował miejsca do życia i zabezpieczania interesów cesarskich. Pozostałości wieży, datowanej na wiek XII, można zauważyć wśród najnowszych prac. Pierwsze wzmianki o Castrum Maris („Zamek nad morzem”) zostały znalezione w dokumentach z lat 1240., kiedy Paulinus z Malty był panem na Malcie, i później, kiedy Giliberto Abate zrobił spis ludności wysp. Inna wzmianka o zamku pochodzi z okresu krótkich rządów Andegawenów (1266-83), kiedy w dokumentach opisany jest znów jako Castrum Maris i wykazywanych jest 150 mężczyzn z bronią. Wydaje się również, że od roku 1274 w zamku znajdowały się już dwie kaplice, zachowane do dzisiaj. Zachował się również, pochodzący z tego samego roku, szczegółowy wykaz broni i wyposażenia zamku. Od roku 1283 wyspy maltańskie znajdowały się pod władzą Aragonów (jakkolwiek zamek pozostał jeszcze przez jakiś czas w rękach Andegawenów, podczas gdy reszta Malty była już pod władzą Aragonów), i fortyfikacje były głównie używane przez Castellani (m.in. rodzinę de Nava). Faktycznie, władza kasztelanów nie sięgała poza fosę fortu.

### Okres Rycerzy Joannitów
Kiedy Zakon Rycerzy Joannitów przybył na Maltę w roku 1530, zdecydowali się osiedlić w Birgu, a fort St. Angelo został siedzibą Wielkiego Mistrza, który odnowił Castellan's House i kaplicę św. Anny. Rycerze uczynili fort swoją główną budowlą obronną i mocno go przezbroili i przebudowali, włączając w to odcięcie suchego rowu obronnego i zamienienie go w fosę oraz budowę D'Homedes Bastion w roku 1536. W roku 1547, na tyłach bastionu D'Homedesa zbudowany został duży nadszaniec, zaprojektowany przez Antonio Ferramolino, a na cyplu fortu, na poziomie morza - De Guiral Battery, aby ochraniać wejście do Dockyard Creek. Te prace zmieniły fort w potężne umocnienie. Fort St. Angelo powstrzymał Turków podczas Wielkiego Oblężenia Malty, podczas którego udało się zdezintegrować turecki atak na Sengleę 15 sierpnia 1565 roku. W następstwie oblężenia, na cyplu Sciberras po przeciwnej stronie Grand Harbour, Rycerze zbudowali ufortyfikowane miasto Valletta i przenieśli tam swoje centrum administracyjne.
W roku 1644 Giovanni de’Medici zaproponował budowę nowego fortu na Orsi Point (na miejscu, gdzie później zbudowano Fort Ricasoli) i przeniesienie tam nazwy i garnizonu wojskowego fortu St. Angelo. Plany nowego fortu zostały nawet sporządzone, lecz nigdy ich nie zrealizowano.
Dopiero w latach 1690. w forcie wykonano duże prace remontowe. Dzisiejszy wygląd fortu jest pochodną tych prac, których projektodawcą był Carlos de Grunenbergh, który także opłacił budowę czterech baterii dział, skierowanych w stronę wejścia do Grand Harbour. Ponad główną bramą fortu można zobaczyć jego herb. Zatem po przybyciu w roku 1798 Francuzów, fort stał się bardzo silną fortyfikacją, dysponującą 80 działami, z których 48 skierowanych było w stronę wejścia do portu. Podczas krótkiego, dwuletniego okresu okupacji Malty przez Francuzów, fort był główną kwaterą ich armii.

### Okres brytyjski
Z przybyciem Brytyjczyków na Maltę fort został przejęty przez wojsko, utrzymując swoją pozycję jako budowla militarna. W roku 1800 dwa bataliony 35. regimentu zostały osadzone w forcie. Na początku XX wieku fort został przejęty przez Royal Navy i został wpisany na listę okrętów, pierwotnie w roku 1912 jako HMS Egmont, kiedy stał się bazą dla Royal Navy na Morzu Śródziemnym, lecz w roku 1933 przemianowany na HMS St Angelo. Brytyjczycy nie przeprowadzili w forcie żadnych większych modyfikacji, aczkolwiek w latach 1860. przebudowali Baterię nr 2 na baterię z kazamatami dla trzech 9-calowych dział RML oraz na początku XX wieku zbudowali kino i zakład destylacji wody.
Podczas II wojny światowej fort ponownie przetrzymał oblężenie, uzbrojony jedynie w trzy działa Boforsa (obsługiwane przez Royal Marines, a później przez Royal Malta Artillery). Ogółem, w latach 1940-1943, fort został trafiony bezpośrednio 69 razy. Kiedy w roku 1979 Royal Navy opuściła Maltę, fort został przekazany w ręce rządu maltańskiego, i od tego czasu został częściowo zaniedbany, zwłaszcza w latach 1980., kiedy projektowano przekształcić go w hotel.

### Historia bieżąca

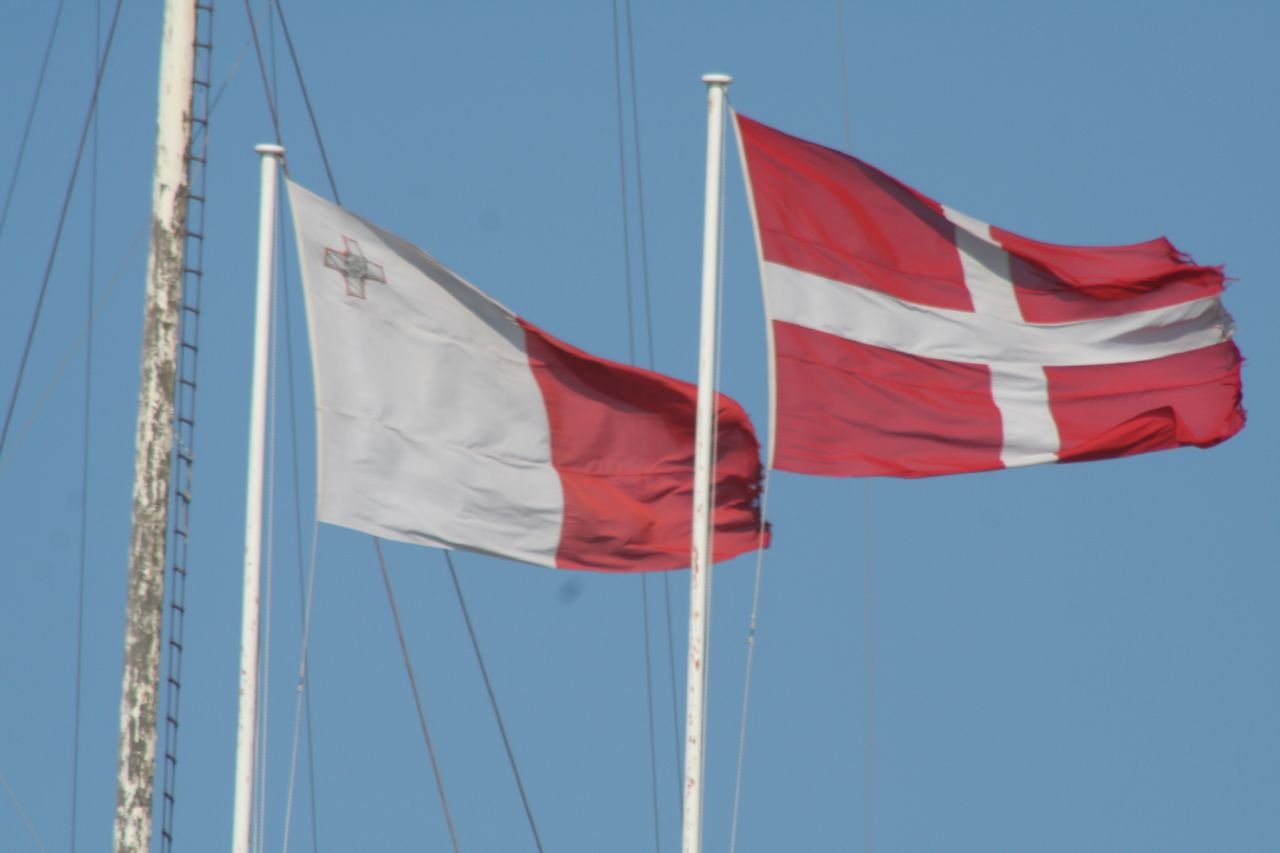
Flagi Malty oraz Zakonu Maltańskiego na forcie.

5 grudnia 1998 roku została podpisana umowa pomiędzy Maltą a Suwerennym Rycerskim Zakonem Szpitalników Świętego Jana, w myśl której Zakon otrzymał górną część fortu Świętego Anioła, włączając w to Dom Wielkiego Mistrza (Grand Master’s House) i kaplicę św. Anny (Chapel of St Anne), z ograniczoną eksterytorialnością. Celem tego jest „danie Zakonowi możliwości lepszego wykonywania swoich działań humanitarnych jako Rycerze Szpitalnicy z Saint Angelo, jak również w celu lepszego określenia stanu prawnego Saint Angelo, niepodlegającego władzy państwa maltańskiego nad nim”.
Umowa ta została ratyfikowana 1 listopada 2001 roku. Została zawarta na 99 lat, ale dokument pozwala rządowi Malty rozwiązać ją w każdym czasie po upływie 50 lat. W myśl umowy, flaga Malty może powiewać razem z flagą Zakonu na widocznym miejscu ponad fortem Saint Angelo. Zakon nie może udzielać nikomu azylu i sądy maltańskie mają pełną jurysdykcję z zastosowaniem prawa Malty. Dodatkowo, w drugim obustronnym traktacie wymieniono szereg immunitetów i przywilejów.
Pozostałe części fortu zostały oddane w leasing prywatnemu konsorcjum Cottonera Waterfront Group.
5 marca 2012 roku potwierdzono, że Europejski Fundusz Rozwoju Regionalnego przeznaczył 13,4 mln euro na odnowienie, konserwację i ponowne wykorzystanie tego miejsca.
Odnowa fortu, koordynowana przez Heritage Malta, została zakończona we wrześniu 2015 roku.  Otwarty po renowacji fort jest główną atrakcją turystyczną dla zwiedzających, ukazując swoją historię i rolę na przestrzeni wieków oraz pełniąc funkcję miejsca programów edukacyjnych i imprez kulturalnych oraz doświadczeń historycznych „na żywo”.
Fort był wykorzystywany podczas spotkania szefów rządów państw Wspólnoty Narodów (ang. Commonwealth Heads of Government Meeting), które miało miejsce w dniach 27–29 listopada 2015 roku.

## Wygląd fortu

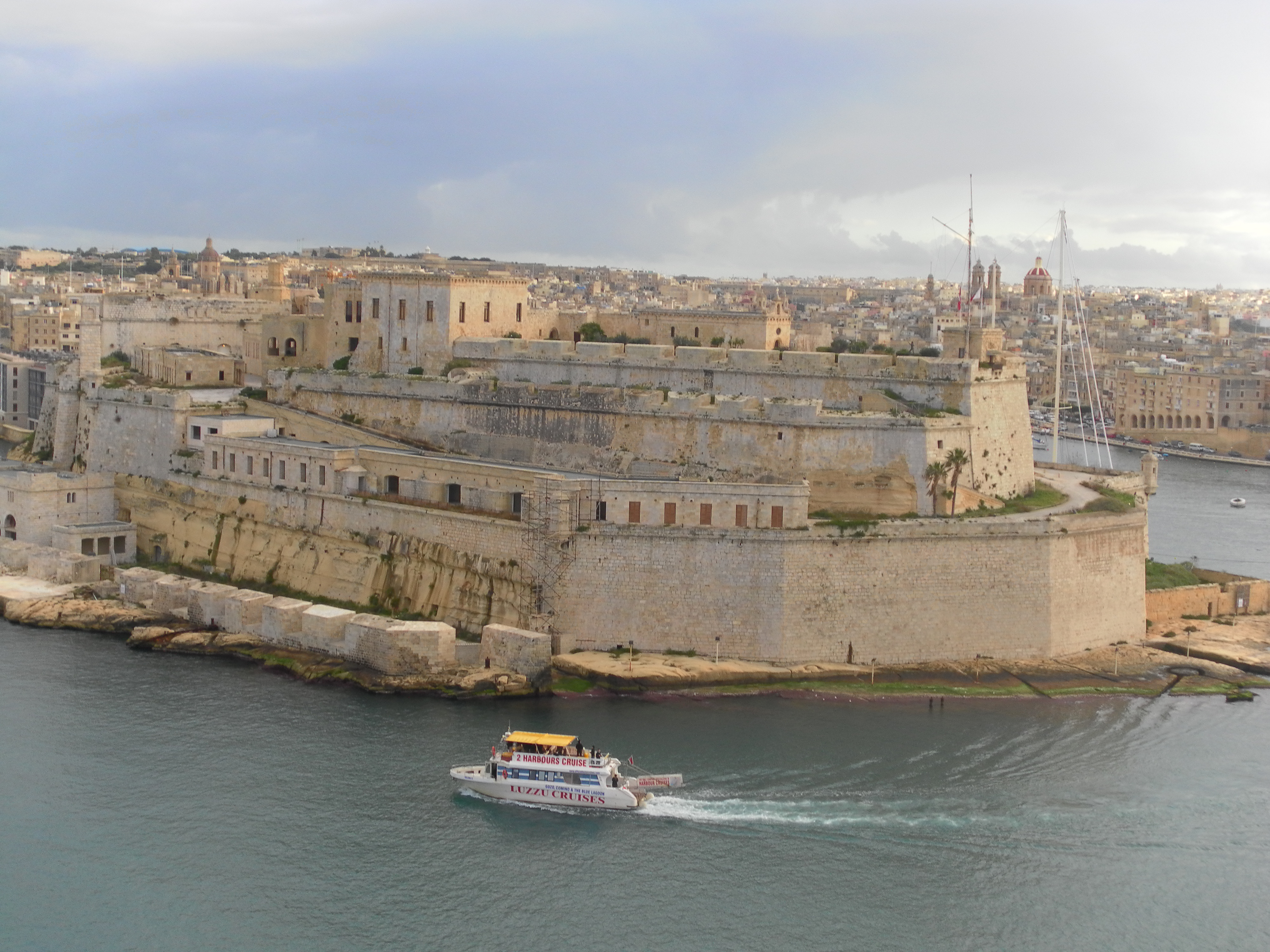
Widok fortu St. Angelo, z czterema bateriami, zbudowanymi przez Grunenburgha, po lewej stronie.

W czasie przybycia Zakonu na Maltę w roku 1530, Castrum Maris składał się z donżonu otoczonego murami, otaczającymi różne budynki, w tym Castellan's House i kaplicę św. Marii (później ponownie dedykowanej św. Annie) oraz zewnętrznego kasztelu. W zamku znajdowała się też kaplica dedykowana św. Aniołowi, która została później ponownie dedykowana Narodzeniu NMP.
W czasie Wielkiego Oblężenia Malty w 1565 roku, fort ciągle posiadał większość swoich średniowiecznych budowli, lecz Zakon wykonał też wiele modyfikacji, włączając w to:
- D'Homedes Bastion (Bastion D'Homedesa) – zbudowany podczas rządow Juana de Homedes. W okresie od XVI wieku został mocno przebudowany, zwłaszcza podczas zamiany na magazyn prochu (polverista). Część bastionu została zburzona podczas II wojny światowej, lecz zostało to odbudowane w latach 1990.[18]
- Ferramolino's Cavalier (Nadszaniec Ferramolina) – wysoki nadszaniec obok Bastionu D'Homedesa, zbudowany w latach 1542-1547.[19] Na jego dachu znajdowało się osiem strzelnic. Nadszaniec posiadał też różne magazyny oraz boję świetlną (beacon)[20].
- De Guiral Battery (Bateria De Guirala) – mała bateria na poziomie morza, po zachodniej stronie fortu[21]. Otrzymała imię na cześć Francesco De Guirala, który dowodził nią w czasie Wielkiego Oblężenia. Bateria została zmodyfikowana w XVII i XVIII wieku, a następnie przez Brytyjczyków[19].

Większa część współcześnie istniejącego układu fortu została ukształtowana podczas jego przebudowy w latach 1690. Poza elementami dodanymi przez Grunenbergha, znajdowały się tam cztery baterie, skierowane ku wejściu do Grand Harbour. Baterie nr 1, nr 2 i nr 4 zostały mocno zmodyfikowane przez Brytyjczyków, kiedy bateria nr 3 pozostała w większości niezmieniona.

## Pochówki w forcie
Pierwotnie w kaplicy fortu St. Angelo pochowano czterech Wielkich Mistrzów:
- Philippe Villiers de L’Isle Adam († 1534)
- Piero de Ponte († 1535)
- Juan de Homedes († 1553)
- Claude de la Sengle († 1557)

Pod koniec XVI wieku ich szczątki zostały przeniesione do krypty w konkatedrze św. Jana w Valletcie.

## Historia z duchami
Fort był rzekomo nawiedzany przez Grey Lady, kochankę kasztelana De Nava. Przekaz mówi, że wyrzucała ona kasztelanowi, że nie ma takiej samej pozycji, jak jego żona. Ten, obawiając się upublicznienia romansu, kazał strażnikom pozbyć się jej z zamku. Ci zabili ją, a jej ciało zamurowali w zamkowych lochach. Kiedy De Nava dowiedział się, że strażnicy uśmiercili jego kochankę, zamiast ją odesłać z zamku, rozkazał ich też zgładzić.
Duch Grey Lady widziany był po raz pierwszy we wczesnych latach 1900, była ona bardzo wulgarna i agresywna. Po odprawieniu egzorcyzmów duch zniknął na szereg lat. Pojawił się ponownie w czasie II wojny światowej, kiedy podobno uratował żołnierzom życie w czasie bombardowania. Według powszechnych przekazów, otwarto zamurowany korytarz i znaleziono szkielety Grey Lady i dwóch strażników. W żadnych oficjalnych zapiskach nie zanotowano jednak tego przypadku.
Według opowieści miejscowych rybaków, fort jest również nawiedzany przez zjawy tureckich żołnierzy, straconych podczas Wielkiego Oblężenia w 1565 roku.

## Galeria

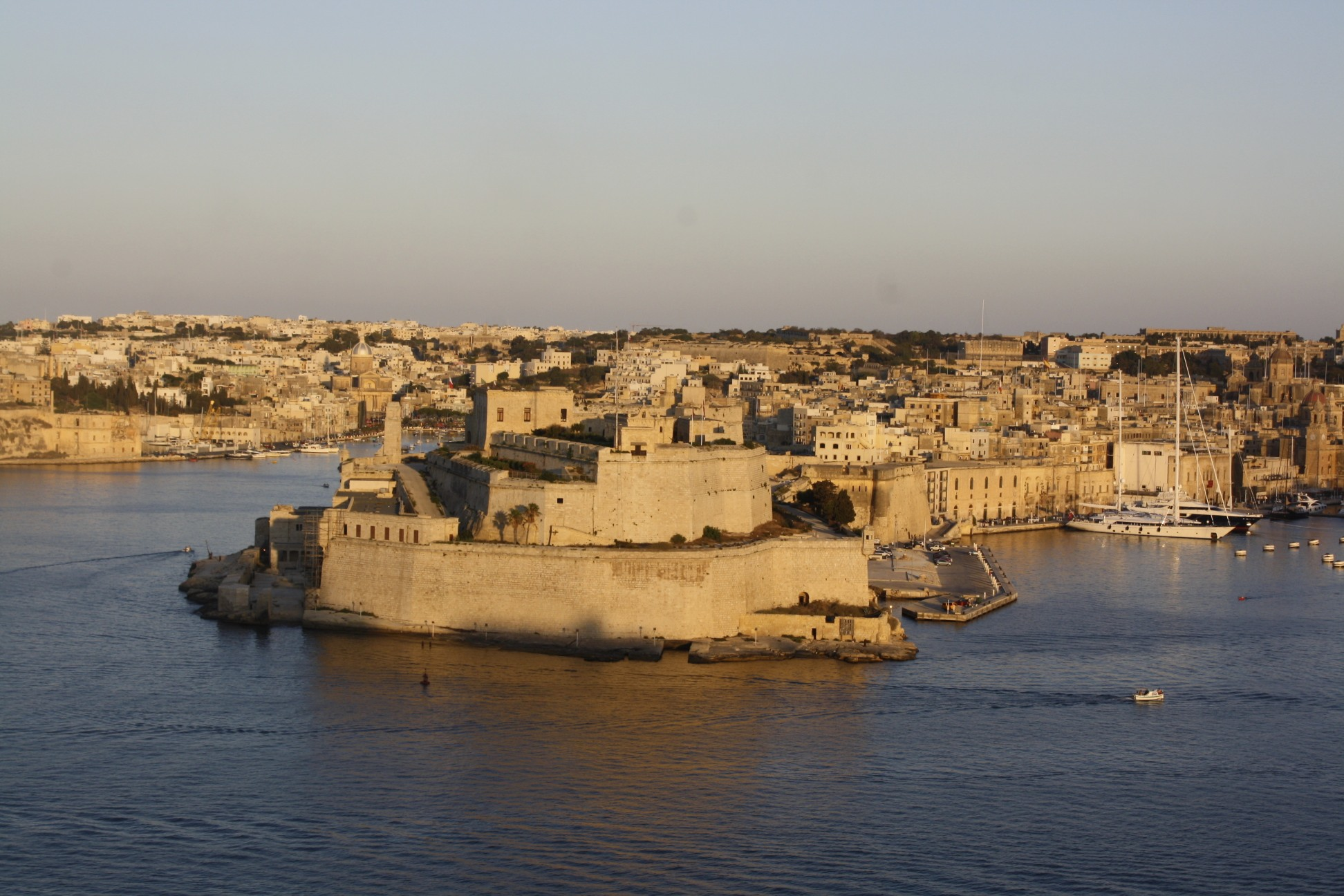
Fort St. Angelo widziany z Valletty
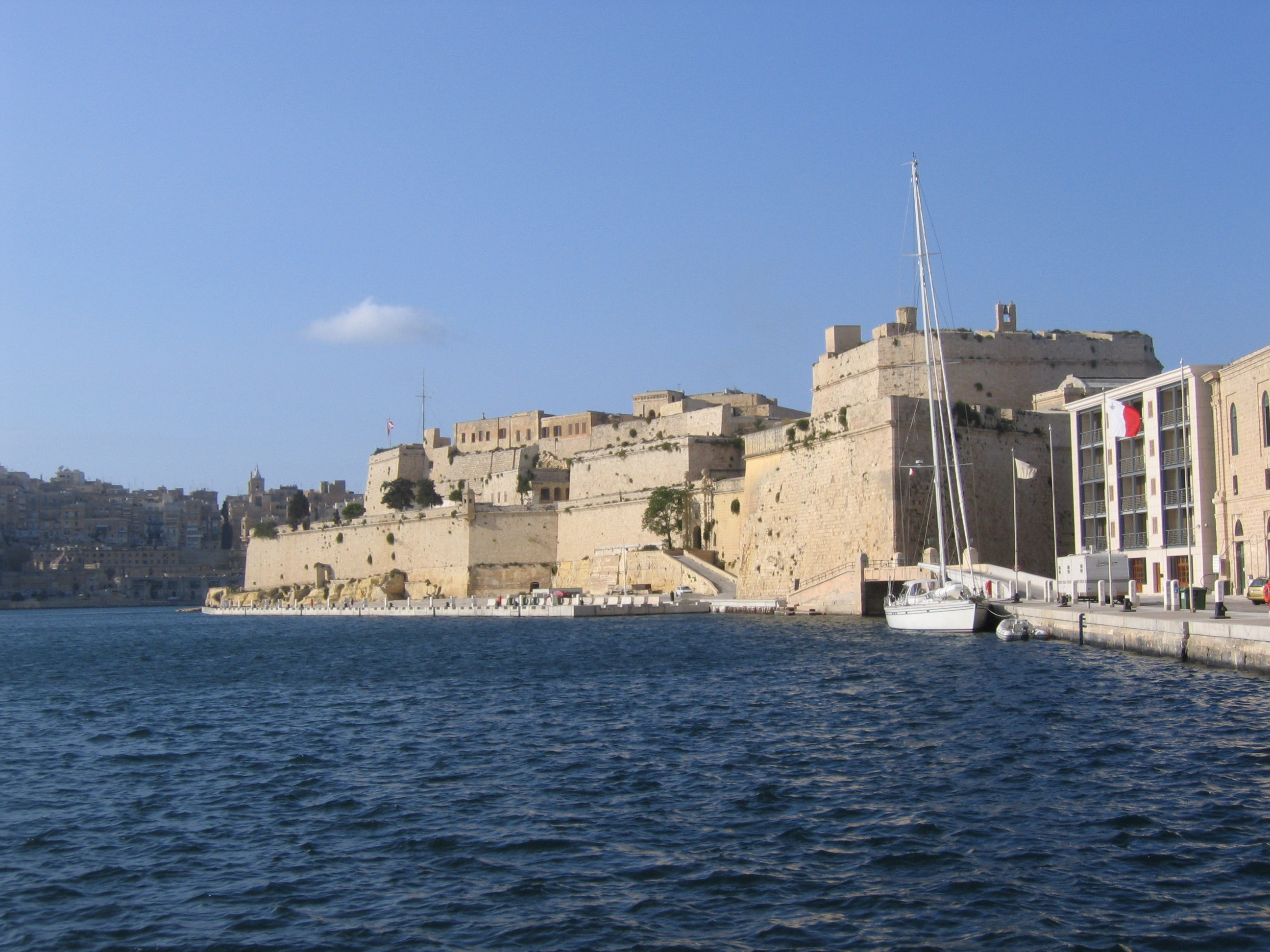
Zachodnia część fortu, od strony Dockyard Creek
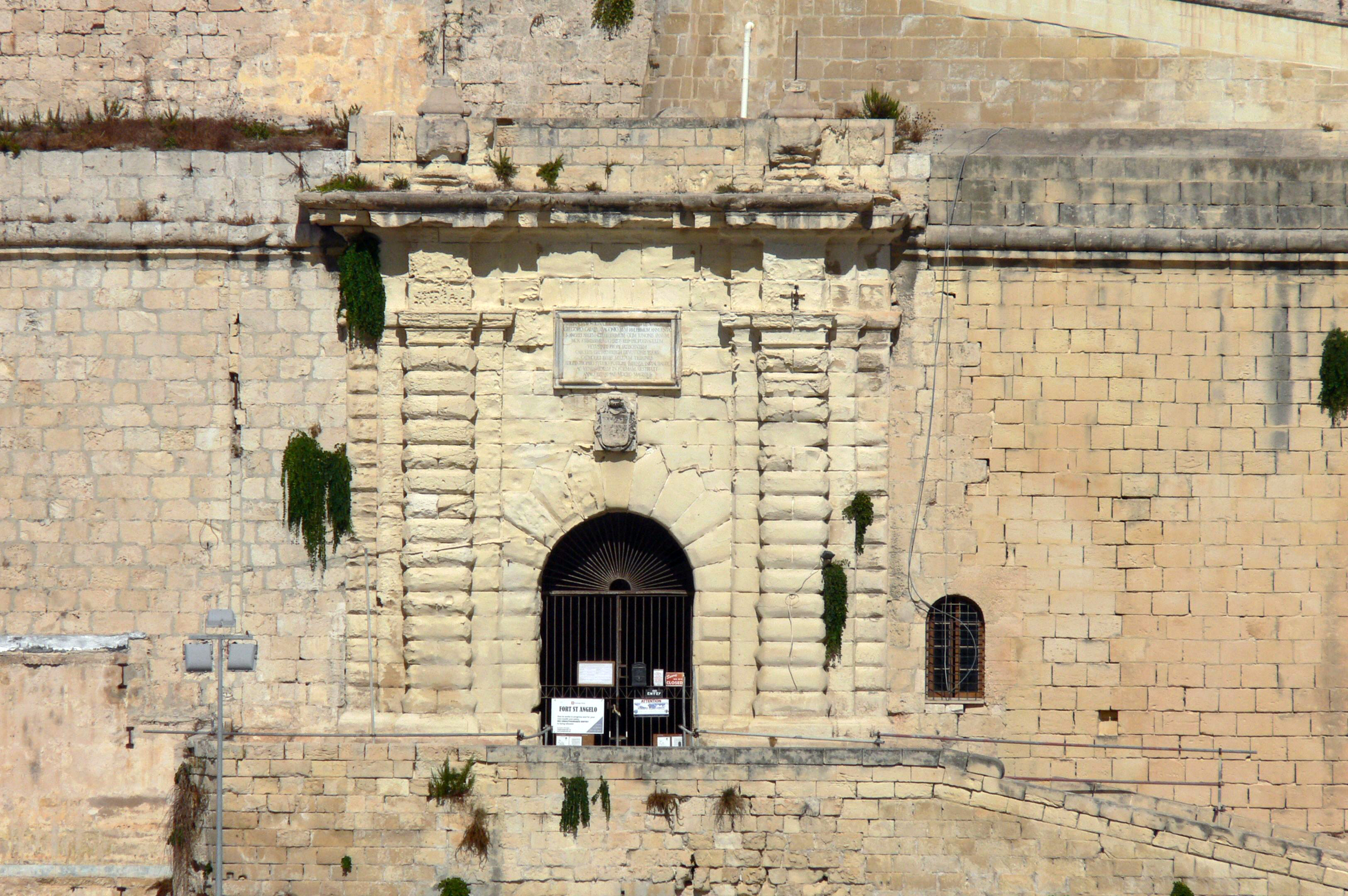
Główne wejście (Main Gate)
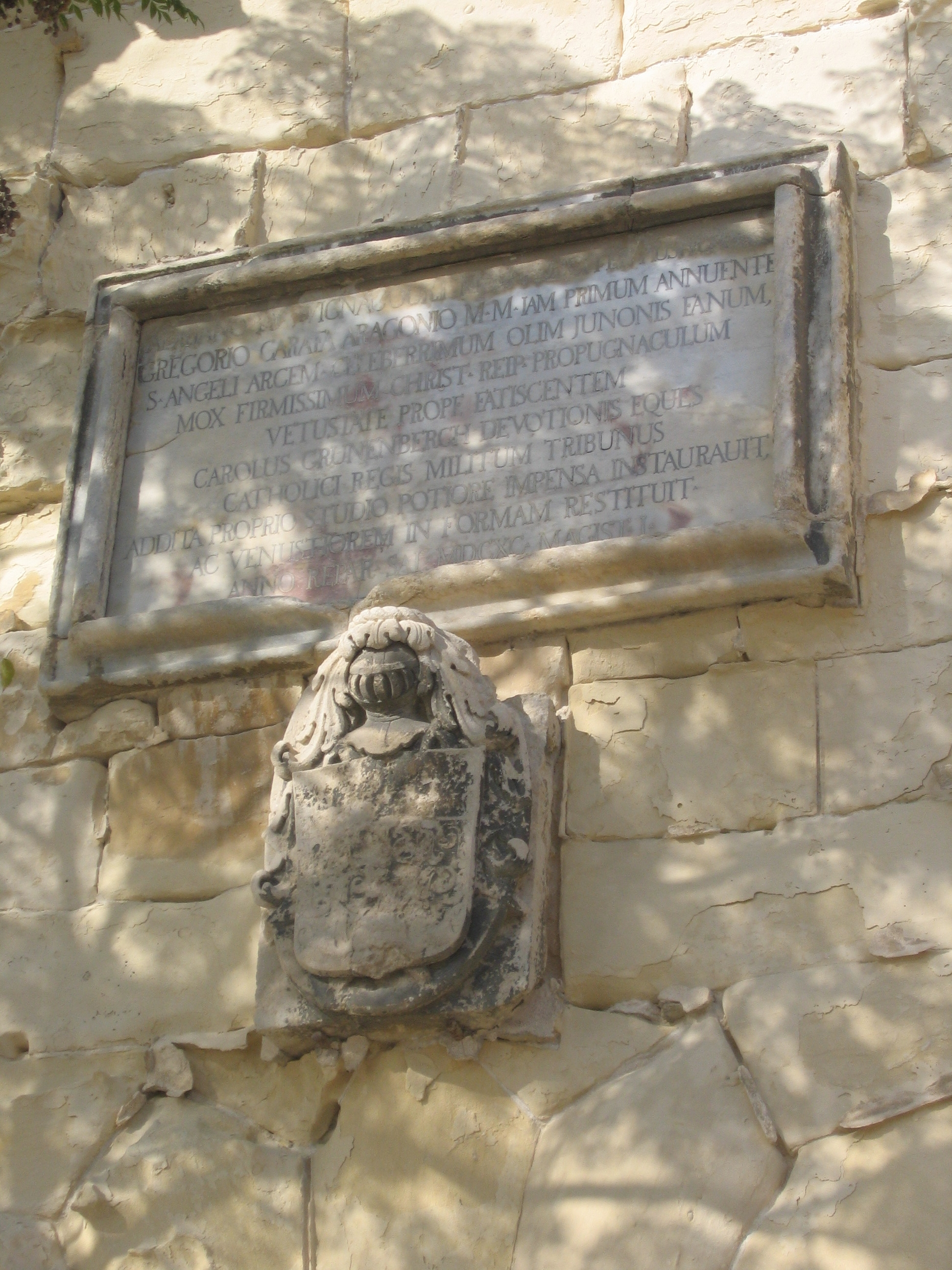
Inskrypcja nad bramą
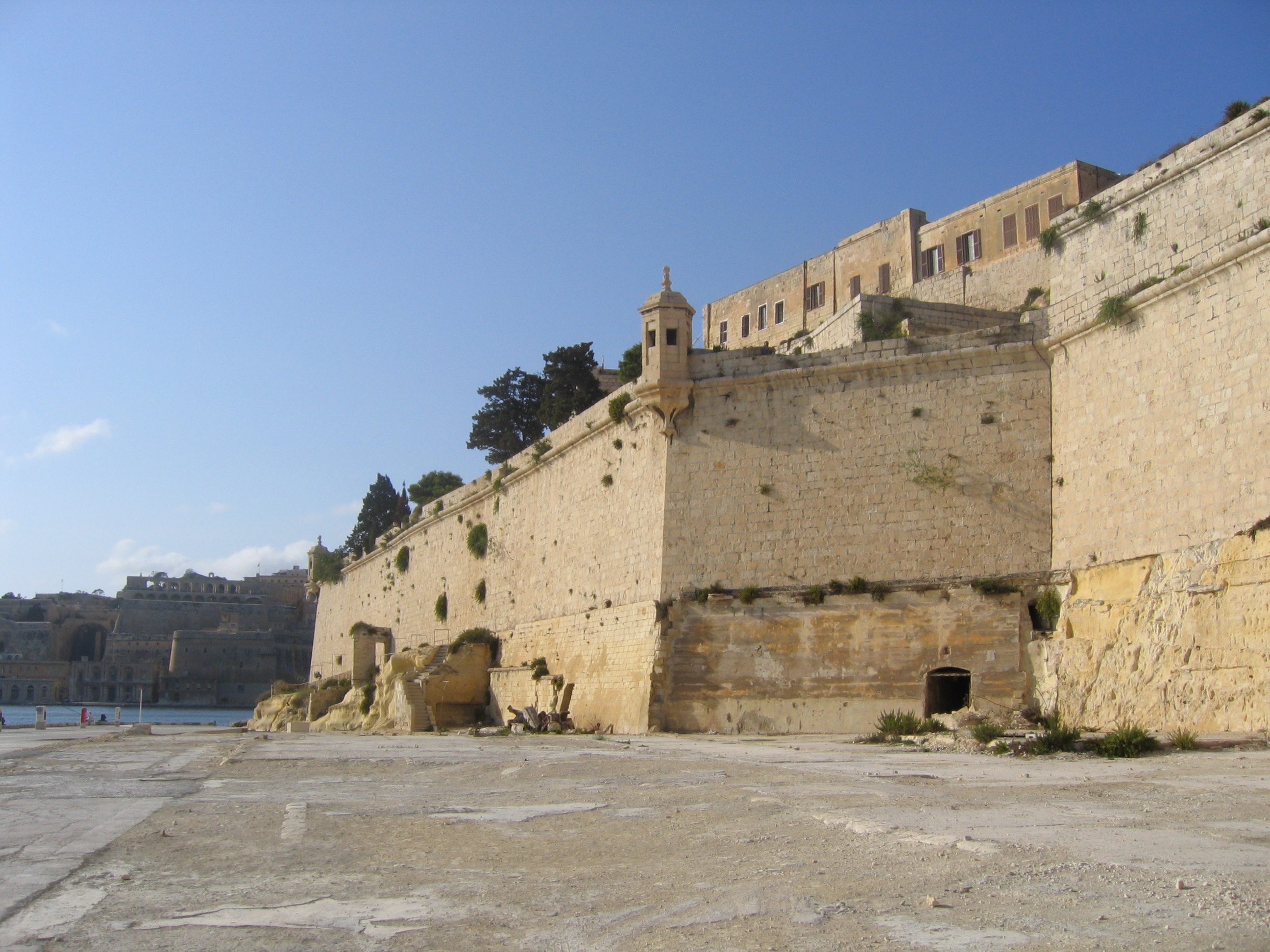
Zachodnia strona nadmorskiego bastionu
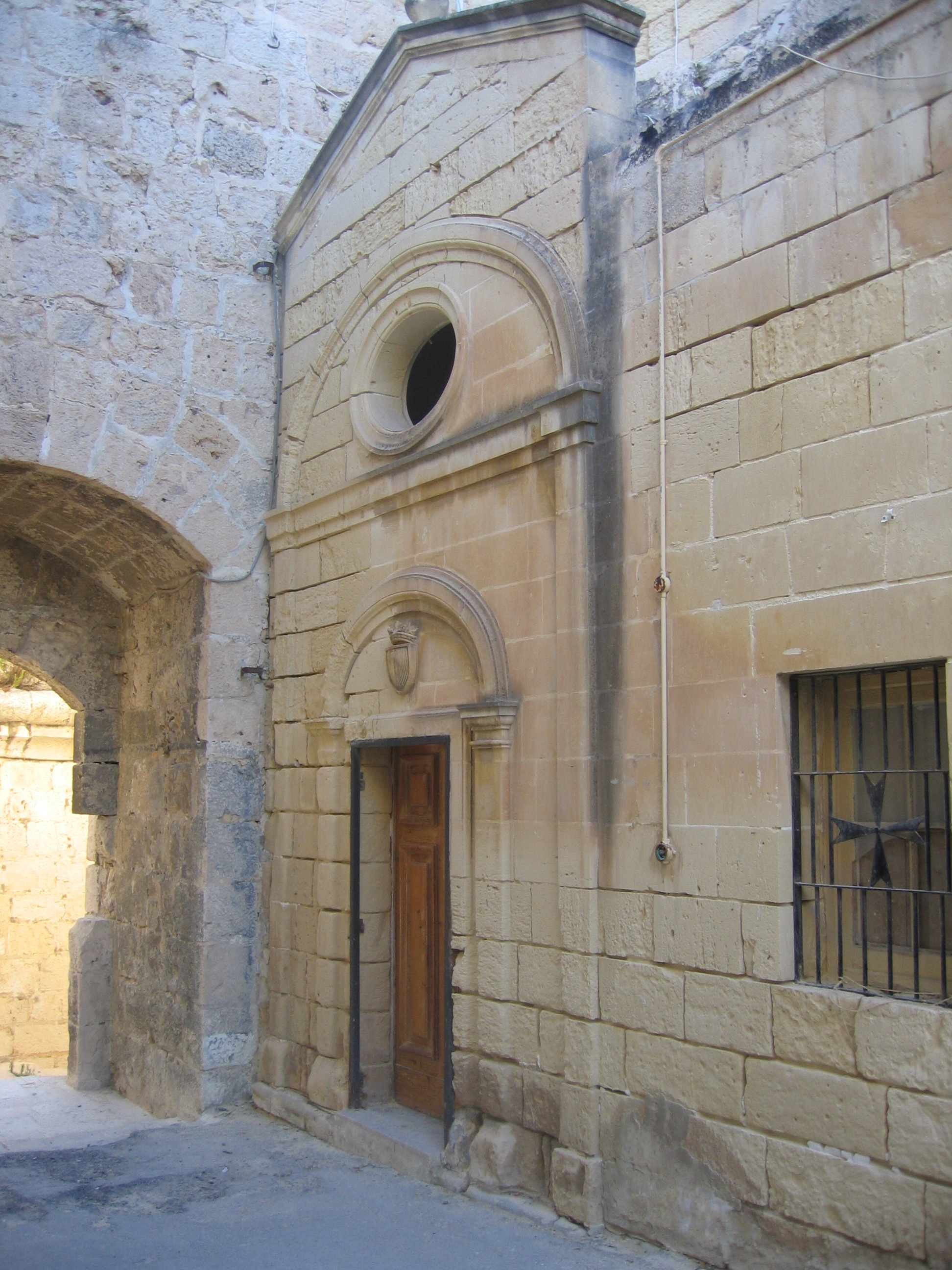
Kaplica Narodzenia NMP
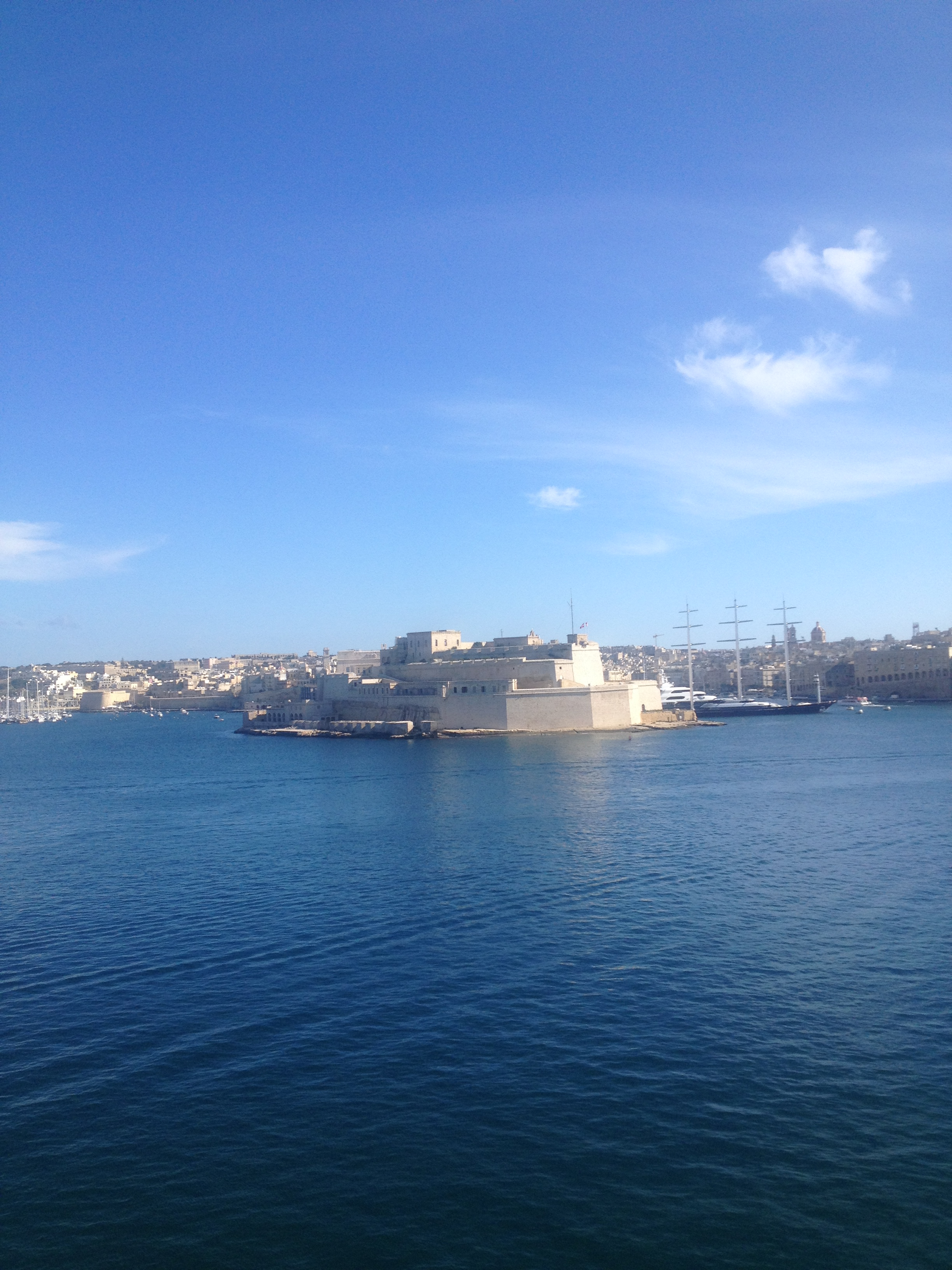
Fort Saint Angelo wiosną